# Воробей, Александр Владимирович
Александр Владимирович Воробей (род. в 1955 г. в Гомельской области, БССР) — белорусский врач, доктор медицинских наук (2000), профессор (2003), член-корреспондент Национальной академии наук Республики Беларусь (2014).

## Биография
Воробей родился 6 июля 1955 г. на ст. Красный Берег Жлобинского района (Гомельская область). В 1971 г. окончил Крупскую среднюю школу № 1 (Минская область). В 1977 г. стал выпускником лечебного факультета Минского медицинского института. В 1978 г. окончил интернатуру по хирургии на базе Минской областной клинической больницы.
В 1978—1983 гг. А. В. Воробей заведовал хирургическим отделением Холопеничской городской больницы (Крупский район). В 1983—1985 гг. работал в проктологическом отделении Минской областной клинической больницы, а с 1985 по 2002 гг. был заведующим проктологическим отделением этого учреждения здравоохранения.
С 1995 г. А. В. Воробей по совместительству работал ассистентом, затем доцентом кафедры хирургии и топографической анатомии Белорусского института усовершенствования врачей. В 2002 г. избран заведующим кафедрой хирургии Белорусской медицинской академии последипломного образования.
А. В. Воробей является организатором и Председателем правления Белорусского Панкреатологического Клуба (2011 г.).

## Научная деятельность
В 1990 г. А. В. Воробей защитил кандидатскую диссертацию на тему «Инвагинационные методы анастомозирования в хирургии толстой кишки». В 2000 г. защитил докторскую диссертацию на тему «Хирургическая и медико-социальная реабилитация больных с энтеро- и колостомами». Практическим результатом диссертации явилось создание государственной службы реабилитации стомированных больных в составе: Республиканского центра стомийной помощи, 5 областных, Минского городского и Республиканского детского центров.
В 2003 г. Александру Владимировичу было присвоено звание профессора.
А. В. Воробей подготовил 10 сборников научных трудов, опубликовал 12 монографий и практических руководств, 109 журнальных статей, написал свыше 300 научных работ. Под его непосредственным руководством было подготовлено 14 кандидатов медицинских наук.

## Награды
- Почётный диплом ассоциации хирургов-гепатологов стран СНГ (2011 г.).
- Почётная грамота Министерства здравоохранения Республики Беларусь (2005; 2006; 2007 гг.).
- Почётная грамота Национального собрания Республики Беларусь (2010 г.).
- Почётная грамота Высшей аттестационной комиссии Республики Беларусь (2011 г.).
- Знак «Отличник здравоохранения Республики Беларусь» (2004 г.).
- Медаль «За працоŷныя заслугi» (2013 г.).

## Избранные научные труды
1. Воробей, А. В. Инвагинационные методы анастомозирования в хирургии толстой кишки (клинико-эксперим. исслед.): автореф. дис. … канд. мед. наук / А. В. Воробей; Белорус. гос. ин-т усовершенствования врачей. — Минск, 1990. — 27 с.
2. Воробей, А. В. Хирургическая и медико-социальная реабилитация больных с энтеро- и колостомами (клинико-эксперим. исслед.): автореф. дис. … д-ра мед. наук: 14.00.27; 14.00.14 / А. В. Воробей; М-во здравоохранения Респ. Беларусь, Белорус. гос. ин-т усовершенствования врачей. — Минск, 2000. — 42 с.
3. Воробей, А. В. Реабилитация стомированных больных / А. В. Воробей, И. Н. Гришин; Белорус. мед. акад. последиплом. образования, Белорус. акад. мед. наук. — Минск: Беларус. навука, 2003. — 189, [1] с.
4. Колоректальный рак: учеб. пособие для слушателей системы последиплом. мед. образования / А. В. Воробей, В. Ф. Зайцев, С. А. Жидков, Н. Ф. Белев; Белорус. мед. акад. последиплом. образования, Белорус. гос. мед. ун-т. — Минск, 2003. — 88 с.
5. Воробей, А. В. Энтеро- и колостомия: учеб. пособие для слушателей системы последиплом. мед. образования / А. В. Воробей, Г. Я. Хулуп, А. Н. Никифоров. — Минск: Зорны верасень, 2005. — 79 с.
6. Воробей, А. В. Неязвенные гастроинтестинальные кровотечения / А. В. Воробей, В. В. Климович; Белорус. мед. акад. последиплом. образования. — Минск: Полипринт, 2008. — 228 с.
7. Воробей, А. В. Хирургические аспекты долихоколон = Dolichocolon: surgery of the constipation, abdominal pain & volvulus / А. В. Воробей, Ф. М. Высоцкий. — Минск: Полипринт, 2008. — 188 с.
8. Воробей, А. В. Структуры гепатикоеюноанастомозов: монография / А. В. Воробей, Ю. Н. Орловский, Е. И. Вижинис; М-во здравоохранения Респ. Беларусь, Белорус. мед. акад. последиплом. образования. — Минск: БелМАПО, 2012. — 283 с.
9. Воробей, А. В. Диагностика и лечение болезни Гиршпрунга у взрослых : монография / А. В. Воробей, А. М. Махмудов, С. А. Новаковская; М-во здравоохранения Респ. Беларусь, Белорус. мед. акад. последиплом. образования. — Минск: БелМАПО, 2013. — 215 с.
10. Воробей, А. В. Глубокие флегмоны шеи и перфорации пищевода, осложненные медиастинитом : монография / А. В. Воробей, Е. И. Вижинис; М-во здравоохранения Респ. Беларусь, Белорус. мед. акад. последиплом. образования. — Минск: БелМАПО, 2016. — 185 с